# Гутьеррес, Нельсон Даниэль
Не́льсон Даниэ́ль Гутье́ррес Луо́нго (исп. Nelson Daniel Gutiérrez Luongo; 13 апреля 1962, Монтевидео) — уругвайский футболист, защитник. В течение своей карьеры он получил прозвище «Тано». За сборную Уругвая он провёл в общей сложности 57 матчей и участвовал в чемпионатах Мира в 1986 и 1990 годах.

## Биография
Гутьеррес начал свою игровую карьеру в 1980 году с уругвайского клуба «Пеньяроль». Вместе с этим клубом он выиграл золотые медали чемпионата Уругвая в 1981 и 1982.
Также в 1982 году «Пеньяроль» выиграл Кубок Либертадорес и Межконтинентальный кубок, обыграв в финале английский клуб «Астон Вилла».
В 1985 году Гутьеррес перешёл в колумбийский клуб «Атлетико Насьональ», но там он не заиграл и вскоре перебрался в аргентинский «Ривер Плейт».
Гутьеррес помог «Риверу» выиграть аргентинскую Примеру 1985/86 и был значимой частью команды, которая выиграла первый в истории клуба Кубок Либертадорес в 1986 году. Они также выиграли Межконтинентальный и Межамериканский кубки.
В конце 1980-х он переехал в Италию, где играл за «Лацио», а затем «Верону».
Гутьеррес вернулся в «Пеньяроль» в 1993 году и помог клубу выиграть уругвайский чемпионат в 1993, 1994, 1995 и 1996. Свою профессиональную карьеру он закончил в 1997 году, выступая за уругвайский «Дефенсор Спортинг».

## Награды
«Пеньяроль»
- Первый дивизион Уругвая (6): 1981, 1982, 1993, 1994, 1995, 1996
- Кубок Либертадорес (1): 1982
- Межконтинентальный кубок (1): 1982

«Ривер Плейт»
- Первый дивизион Аргентины (1): 1985/86
- Кубок Либертадорес (1): 1986
- Межконтинентальный кубок (1): 1986
- Межамериканский кубок (1): 1986